# Аканту
Аканту (греч. Ακανθού) / Татлису (тур. Tatlısu) — деревня на острове Кипр, на территории частично признанного государства Турецкая Республика Северного Кипра (согласно мнению международного сообщества — в Республике Кипр). В административном плане имеет статус муниципалитета в составе района Газимагуса. Начинает упоминаться с 1383 года.

## Географическое положение
Деревня находится в северо-восточной части острова, в северной части района, в северных предгорьях хребта Кирения, на высоте 352 метров над уровнем моря.
Аканту расположена на расстоянии приблизительно 28 километров к северо-западу от Фамагусты, административного центра района.

## Население
По данным переписи 2006 года, численность населения Аканту составляла 1379 человек, из которых мужчины составляли 62,2 %, женщины — соответственно 37,8 %.

## Транспорт
Ближайший гражданский аэропорт — Международный аэропорт Эрджан.